# Милая (село)
Милая (укр. Мила) — село, входит в Бучанский район Киевской области Украины.
Население по переписи 2001 года составляло 494 человека. Почтовый индекс — 08112. Телефонный код — 4598. Занимает площадь 0,126 км².

## Местный совет
Село относится к Дмитровскому сельскому совету.
Адрес сельского совета: 08112, Киевская область, Киево-Святошинский район, село Дмитровка, улица Садовая, 2. Тел.: 7-91-31.

## Инфраструктура

### Транспорт
Не менее 20 маршруток из Киева от метро "Нивки", время в пути от Милы до метро "Житомирская" — 15 минут. На автомобиле, по Житомирской трассе 6—8 минут до Киева.

### Торговля и общепит
В Миле находятся супермаркеты "АТБ", "МегаМаркет" и "Фора", три продуктовых, два строительных, по одному — хозяйственный, зоологический, автозапчасти и рит. услуг магазины. Два кафе, три ресторана, гостиница. В проекте крупный торгово-развлекательный комплекс.